# ラシードゥッディーン
ラシード・アッ＝ディーン・ファドゥルッラーフ・アブル＝ハイル・ハマダーニー（ペルシア語: رشیدالدین فضل‌الله ابوالخیر همدانی、Rashīd al-Dīn Faḍl Allāh Abū al-Khayr Hamadānī、1247年 - 1318年）はイルハン朝後期、第7代君主ガザンから次代オルジェイトゥ、アブー・サイード治世のもとで活躍した政治家。ガザンとオルジェイトゥの命によって編纂されたペルシア語による世界史『集史』の編纂責任者であったことでも知られている。また、ユネスコの「世界の記憶」に2007年登録された「ラシード区ワクフ文書補遺写本作成指示書」の大部分（382ページ中の最初の290ページ）を著作している。イランの歴史上、「ハージャ・ラシードゥッディーン」خواجه رشیدالدین Khwāja Rashīd al-Dīn、「医師ラシードゥッディーン」رشیدالدین طبیب Rashīd al-Dīn Ṭabīb などと呼ばれた。

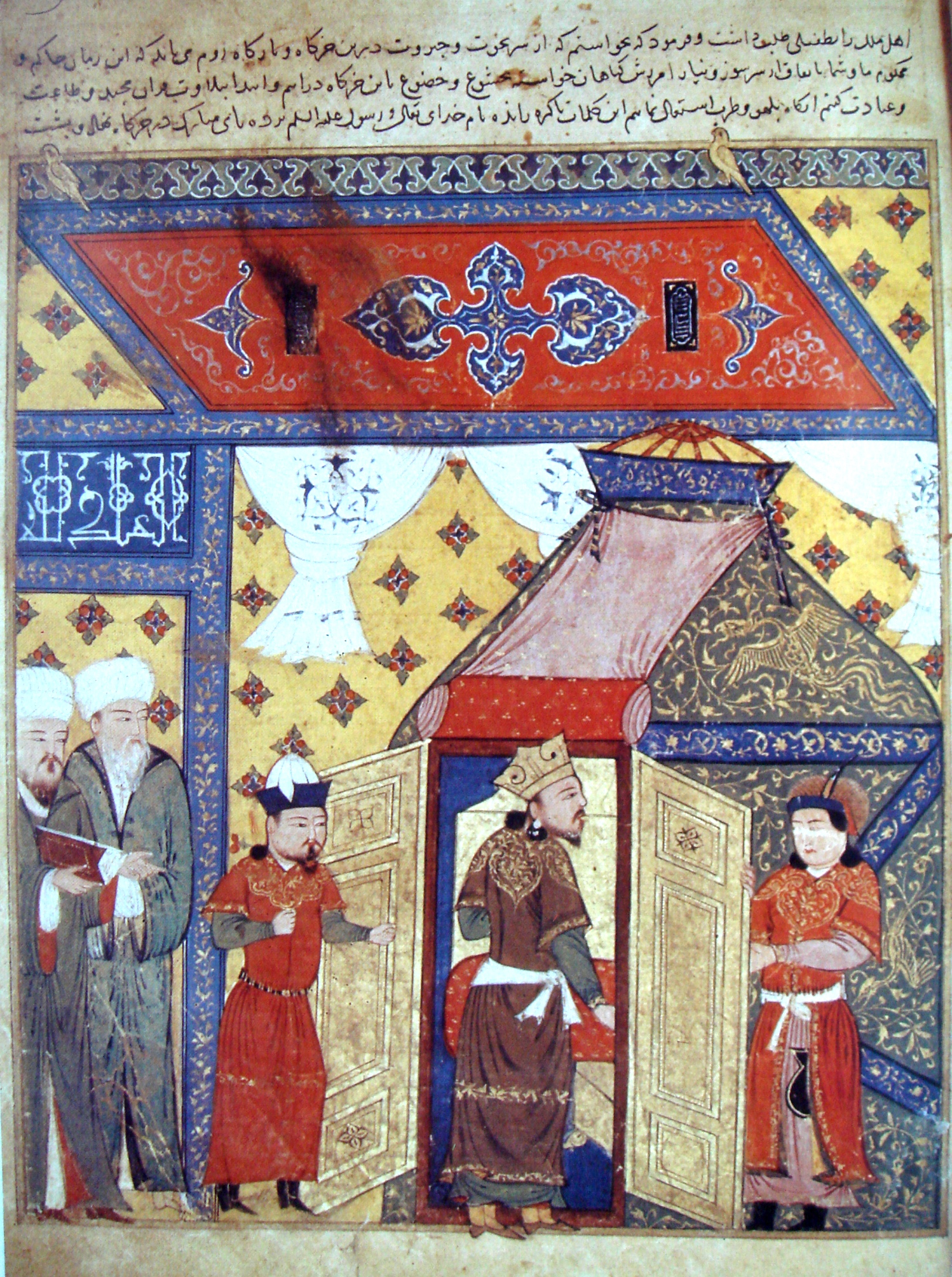
ラシードゥッディーンが仕えたガザンのイスラーム改宗（『集史』パリ本）

## 生涯
イラン中西部ハマダーンのユダヤ教徒系の家系に生まれ、医師としてイラン各地を遊学した後、アバカの時代にイルハン朝の宮廷で典医として出仕した。彼自身はシャーフィイー法学派を信奉するムスリムであった。その後もアルグン、マフムード・ガザンのもとに仕えた。ガザンがハンとして即位した後の1297年に宰相（ワズィール）サドルッディーン・ザンジャーニーが処刑されると、サアドゥッディーン・サーヴァジーとともに登用されて宰相となり、ガザンが強力に推進していたイルハン朝の改革政策を補佐した。
ガザンの没後はオルジェイトゥの治世でも引き続き財務全般など国政の大部分掌握したが、政敵のアリー・シャーとの政争がつづき、アブー・サイードがハンに即位して間もなく、オルジェイトゥ病没時の診断を誤診と咎められ、1318年、ついにはオルジェイトゥのシャーベット係として近侍していた長男イブラーヒームとともに処刑された（その他に次男のギヤースッディーン・ムハンマドがいた）。

## 『集史』と著作活動
1301年に、ガザンの特命によってモンゴル史の編纂を命じられた。これはガザン在世中に完成せず、次代のオルジェイトゥの時に『幸福なるガザンの歴史』として献呈され、オルジェイトゥの命によってさらにこの「モンゴル史」の部分を第1巻とし、古代やアラブ、中国、インド、ヨーロッパ（フランク）などの「世界史」の部分を第2巻として集成した、増補改定版を新たに編纂するよう命じられ、1314年に完成した。これが歴史書『集史』である。この歴史編纂事業は、ガザンの改革の大きな柱のひとつであり、アバカの没後長らく続いた内紛によって解体し掛かっていたイルハン朝領内のモンゴル王族とモンゴル諸部族の系譜の再認識と、内戦に打ち勝った自政権の正統性の主張を志向したものであったと現在考えられている。ラシードが『集史』で述べるところによると、ガザン自身から直接チンギス・カン家の王統について口述し、大元朝からの使者として派遣されガイハトゥ以来イルハン朝に仕えるようになったプーラード・チンサンから東方の諸王家の動静について、モンゴル諸部族の伝承については古老などから、インドなどについてはカシュミール出身の仏教僧などから、また王家の宝庫に秘蔵されていたチンギス・カン家の歴史書「アルタン・デプテル（黄金の秘冊）」の閲覧を許可されて編集に用いたという。
ラシードは上記のプーラード・チンサンらによってもたらされた、13世紀前半にモンゴル帝国治下の華北で編纂された『王叔和脈訣』や『銅人』などの中国医学書を研究し、『タンスーク・ナーマ』（珍宝の書）としてまとめた他、同じくクビライの治世に編纂された『農桑輯要』にもとづいて農書なども著している。さらにユダヤ系の家系出身であったために政敵アリー・シャーらからの「偽ムスリム」などの中傷に対抗して、自身の専門では無かったものの、アシュアリー神学派やシャーフィイー法学派の見解に基づいた神学書を著し、後援していたタブリーズの高位ウラマーたちから連署して認可（イジャーザ）を取り付けるなど、政争に対抗するための著作も出している。
『集史』の編纂の傍ら、ラシードはガザンがタブリーズの郊外に建設した広大な地区ガーザーニーヤにならって、自らの名を冠した「ラシード区」の建設を進め、その維持と運営のために大規模なワクフ財産の寄進を行った。ラシード区では『集史』や『タンスーク・ナーマ』をはじめ神学書など一連の著作を『ラシード著作集』としてまとめ、これらをワクフ対象物件として設定し、これの計画的な写本製作をラシード区で行わせモンゴル帝国各地へ送付するなど実施していた。特に『集史』はアラビア語版も作成されたため、マムルーク朝など非ペルシア語圏でも広く読まれることとなった。